# Liste der Auslandsvertretungen Madagaskars

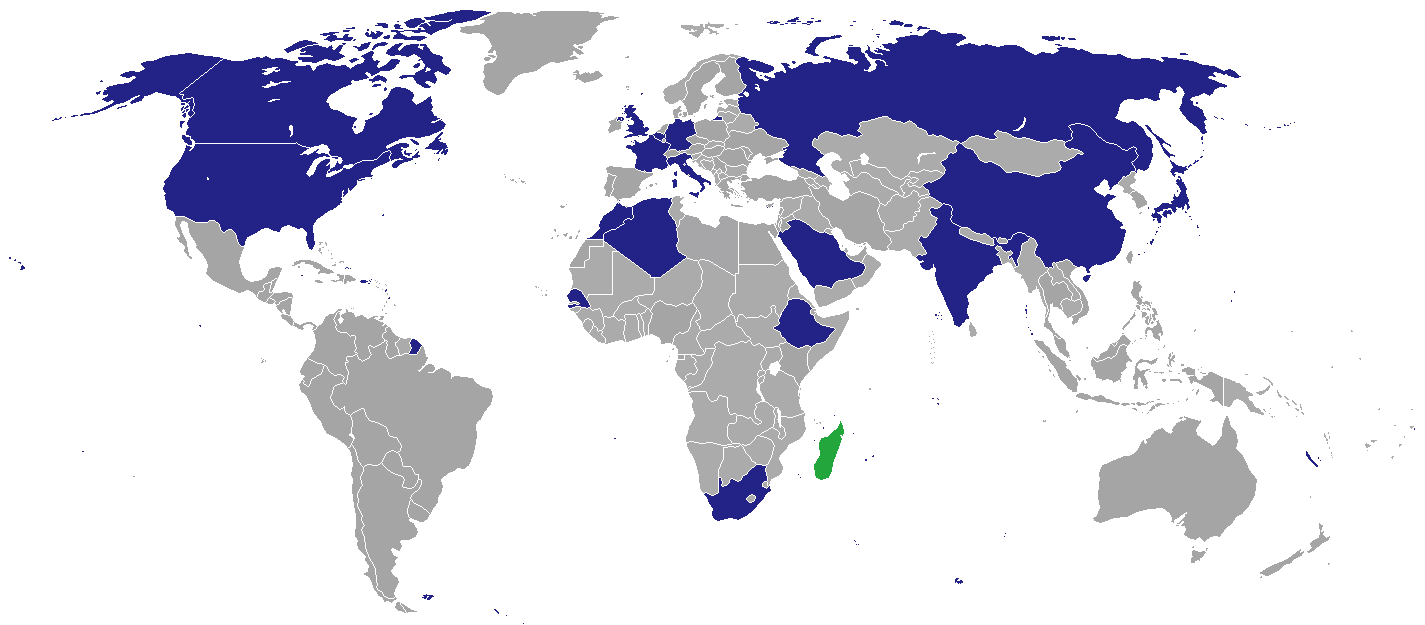
Standorte der diplomatischen Vertretungen Madagaskars

Dies ist eine Liste der diplomatischen und konsularischen Vertretungen Madagaskars.

## Diplomatische und konsularische Vertretungen

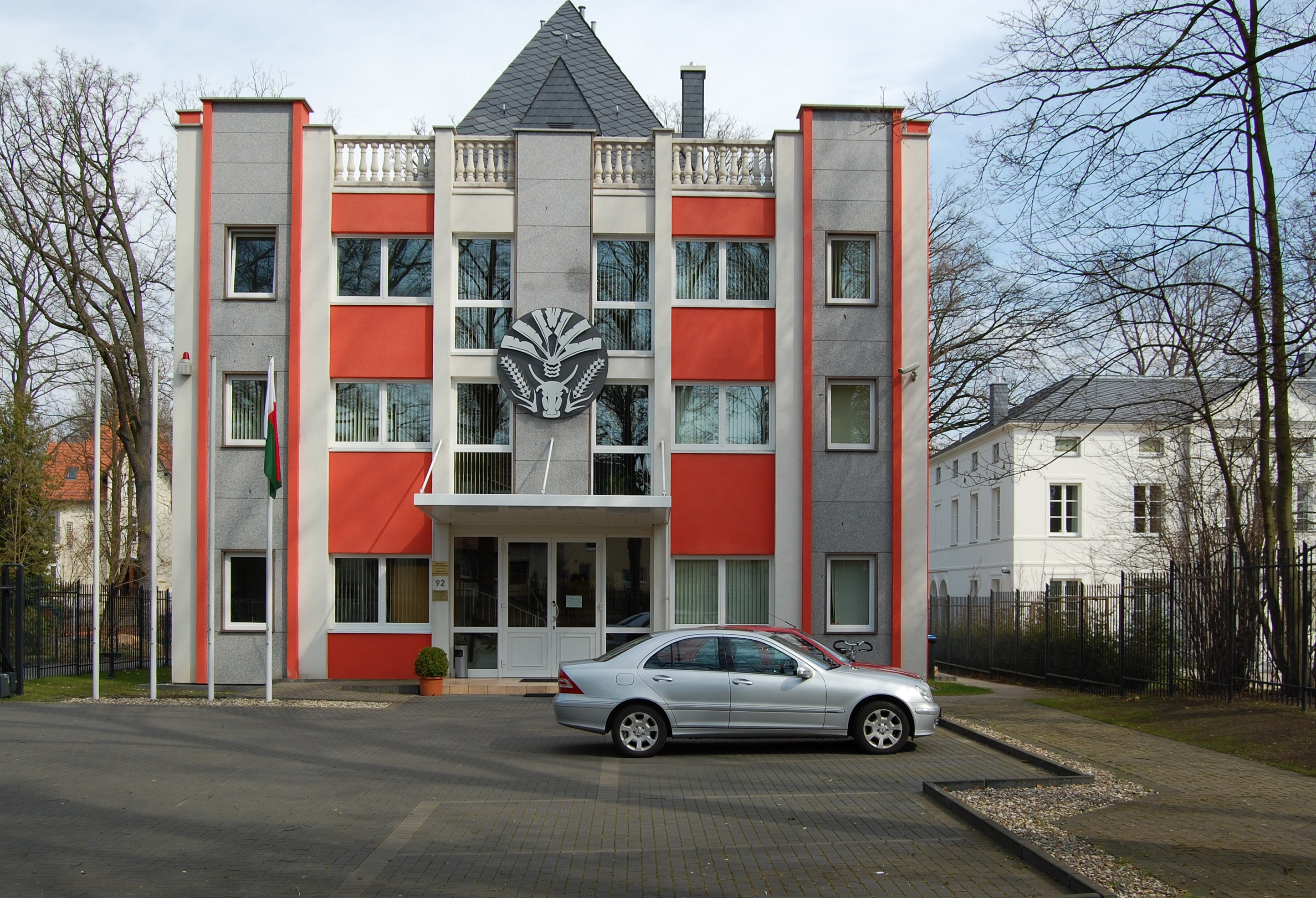
Madagassische Botschaft nahe Berlin

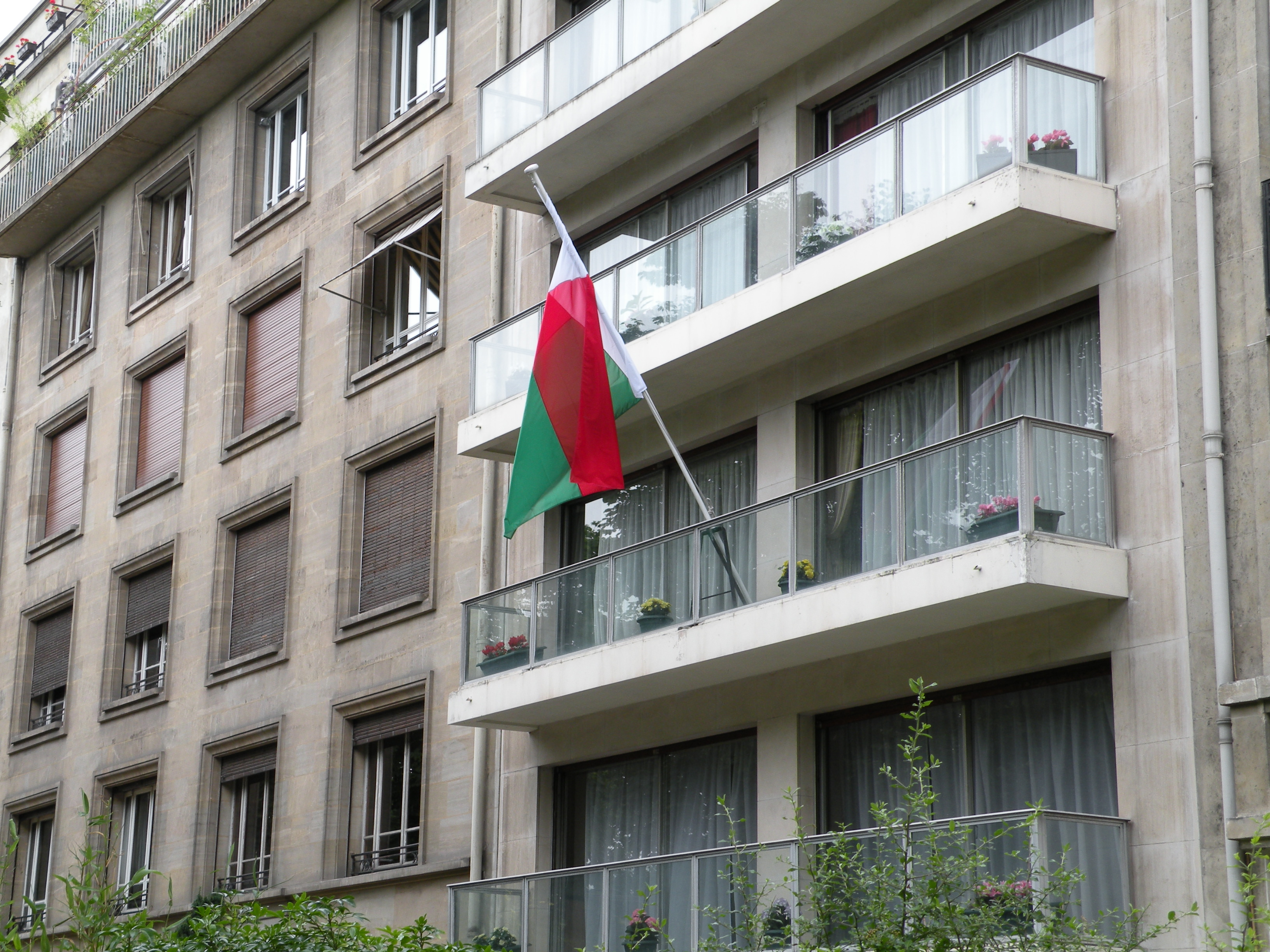
Madagassische Botschaft in Paris

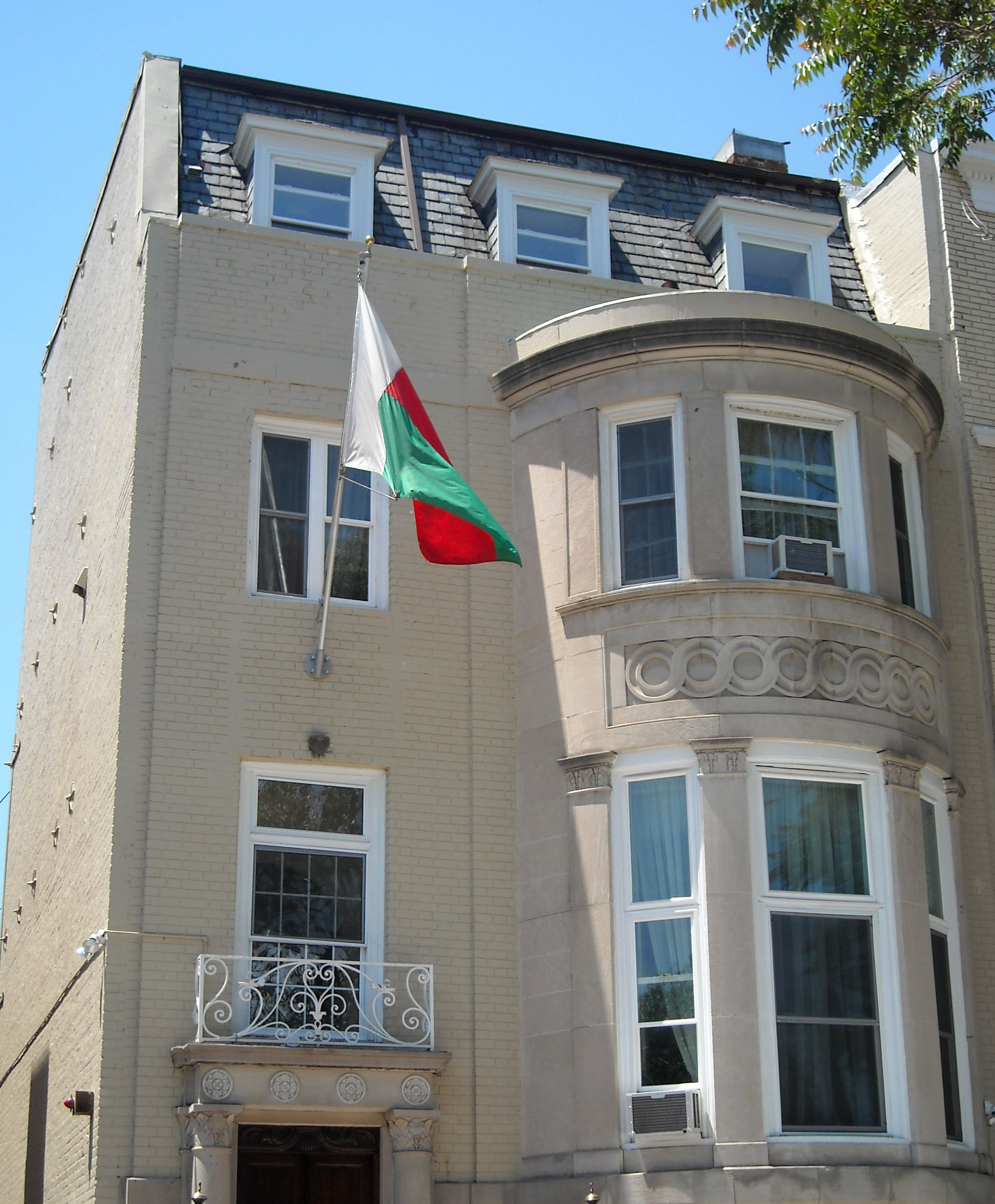
Madagassische Botschaft in Washington, D.C.

### Afrika
| - Algerien: Algier, Botschaft - Äthiopien: Addis Abeba, Botschaft - Mauritius: Port Louis, Botschaft | - Senegal: Dakar, Botschaft - Südafrika: Pretoria, Botschaft - Südafrika: Kapstadt, Generalkonsulat |

### Asien
| - Volksrepublik China: Peking, Botschaft - Indien: Neu-Delhi, Botschaft | - Japan: Tokyo, Botschaft - Saudi-Arabien: Riad, Botschaft |

### Europa
| - Belgien: Brüssel, Botschaft - Deutschland: Berlin -->Falkensee, Botschaft - Frankreich: Paris, Botschaft - Frankreich: Marseille, Generalkonsulat - Frankreich: Saint-Denis, Réunion, Generalkonsulat | - Italien: Rom, Botschaft - Russland: Moskau, Botschaft - Schweiz: Genf, Botschaft - Vereinigtes Königreich: London, Botschaft |

### Nordamerika
- Kanada: Ottawa, Botschaft
- Vereinigte Staaten: Washington, D.C., Botschaft

## Vertretungen bei internationalen Organisationen
- AU: Addis Abeba, Ständige Mission
- Europäische Union: Brüssel, Mission
- Vereinte Nationen: New York, Ständige Mission
- Vereinte Nationen: Genf, Ständige Mission
- UNESCO: Paris, Ständige Mission